# Хорошевцев, Евгений Александрович
Евге́ний Алекса́ндрович Хороше́вцев (23 июля 1944, Москва — 13 декабря 2020, Москва) — советский и российский актёр, телеведущий, профессор факультета искусств МГУ; с 2007 по 2020 год — диктор парадов Победы на Красной площади и военно-музыкального фестиваля «Спасская башня», с 2000 по 2020 год — диктор протокольных мероприятий президента Российской Федерации. Народный артист Российской Федерации (2001).

## Биография
Евгений Хорошевцев родился 23 июля 1944 года в Москве. В возрасте девяти лет начал заниматься в театральной студии В. В. Книппера Дома культуры им. Зуева в Москве. В 16 лет устроен на работу в Москонцерт. Получил актёрское образование в молодёжной театральной студии при Москонцерте.
С 1968 года — режиссёр Всесоюзного радио. Совместно с Юрием Левитаном вёл праздничные демонстрации, посвящённые празднику 1 мая и годовщинам Октябрьской социалистической революции, во время праздничных демонстраций на Красной площади зачитывал лозунги и призывы ЦК КПСС, сопровождая их громогласным «Ура!». Также на Всесоюзном радио после трансляции боя часов Спасской башни оповещал о начале программы «Время, события, люди».
Сыграл несколько ролей в кино и на телевидении. В 1986 году окончил факультет эстрадного искусства Государственный институт театрального искусства — ГИТИС по специальности «режиссёр музыкального театра, режиссёр эстрады и массовых представлений».
В 1996—1997 годах — генеральный директор общегосударственного «Радио-1».
В 2003—2004 годах — руководитель радиостанции РТВ-Подмосковье.
С мая 2000 по декабрь 2020 года работал диктором протокольных мероприятий президента Российской Федерации при Владимире Путине (2000—2008, с 2012 года) и Дмитрии Медведеве (2008—2012).
С 2007 по 2020 год был ведущим (диктором) парадов Победы на Красной площади. Также вместе с Анной Шатиловой вёл торжественные марши в честь парада Красной армии 7 ноября 1941 года. В 2012—2013 годах читал и текст Минуты молчания. С 2009 года был ведущим военно-музыкального фестиваля «Спасская башня».
Являлся членом Общественного совета при Главном управлении МВД России по Москве.
С 2015 года, согласно информации интернет-порталов по справочной информации о дикторах, был доступен для озвучивания в коммерческих целях, хотя сам Хорошевцев утверждал, что предпочитает таким образом не работать.
Скончался 13 декабря 2020 года в Москве на 77-м году жизни в результате осложнений, вызванных коронавирусом. Похоронен 15 декабря на Троекуровском кладбище (уч. 21).

## Актёрские работы
- 1960 — «Мишка, Серёга и я» (киностудия им. М. Горького);
- 1985 — Этот фантастический мир. Выпуск 11: «Случай с полковником Дарвином» — доктор Скотт;
- 1996—2002 — телепередача АТВ «Старая квартира» — «Архивариус»;
- 2005 — телефильм «Неотложка-2», 4 серия «Директор» (эпизод);
- 2007 — телесериал «Сыщик Путилин», 7 серия «Член Святейшего Синода» — обер-прокурор Синода;
- 2008 — телесериал «Полиция Хоккайдо» — генерал ФСБ.

## Награды
- Заслуженный деятель искусств РСФСР (21 февраля 1990) — за заслуги в области советского искусства[14];
- Народный артист Российской Федерации (19 июля 2001) — за большие заслуги в области искусства[3];
- Орден Почёта (19 апреля 2010) — за заслуги в развитии отечественной культуры и искусства, многолетнюю плодотворную деятельность[15];
- Орден Дружбы (10 сентября 2014) — за большие заслуги в развитии отечественной культуры, телевидения и многолетнюю плодотворную деятельность[16];
- Благодарность Правительства Российской Федерации (15 июля 2014) — за заслуги в области культуры и искусства, многолетнюю плодотворную творческую деятельность[17].